# Ніколай (Аляска)
Ніколай (англ. Nikolai) — місто (англ. city) в США, у зоні перепису населення Юкон-Коюкук штату Аляска. Населення — 89 осіб (2020).

## Історія
Селище із назвою Ніколай з 1880-их років мінімум двічі змінювало своє місце розташування, на нинішньому місці засновано 1918 року. На межі XIX та XX століть поселення служило торговим постом та притулком для старателів часів «золотої лихоманки». Воно розташовувалося на стежці «Дощовий перевал» (англ. Rainy Pass Trail), що з'єднувала наразі занедбане містечко Офір із затокою Кука, до 1926 року Ніколай також слугувало проміжним пунктом на дорозі від Ненани до Макграта. 1927 року в селищі була побудована православна церква Святого Миколая, 1948 року відкрилася перша школа (станом на 2010 рік в ній навчаються 11 учнів), а наступного року — поштове відділення. 1963 року силами місцевих мешканців була розчищена злітно-посадкова смуга, яка пов'язала Ніколай з рештою світу повітряним шляхом. Статус «місто 2-го класу» (2nd Class City) отримано 1970 року. У Ніколаї, як і в багатьох містечках Аляски з переважною часткою місцевого населення, заборонені продаж, купівля та володіння алкоголем.

## Географія

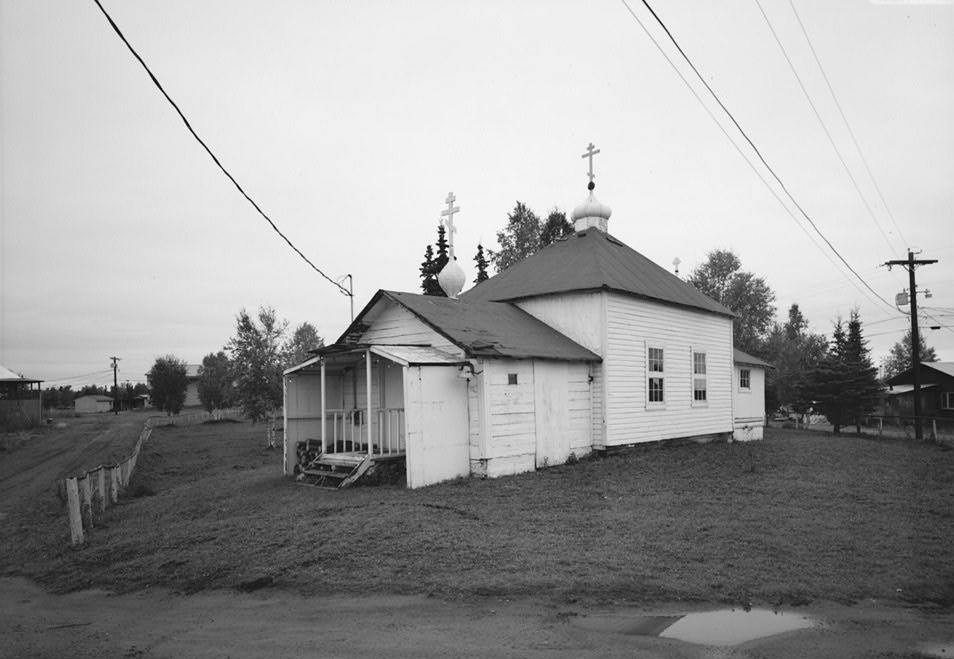
Православна каплиця стрітення Господа нашого в Ніколаї

Ніколай розташоване на відстані Центральної Алясці на березі річки Кускоквім. Місто обслуговує однойменний аеропорт.
Ніколай розташований за координатами 62°59′55″ пн. ш. 154°22′29″ зх. д. / 62.99861° пн. ш. 154.37472° зх. д. (62.998530, -154.374610). За даними Бюро перепису населення США в 2010 році місто мало площу 12,65 км², з яких 11,91 км² — суходіл та 0,74 км² — водойми.

## Демографія
Згідно з переписом 2010 року, у місті мешкали 94 особи в 37 домогосподарствах у складі 20 родин. Густота населення становила 7 осіб/км². Було 48 помешкань (4/км²).
Расовий склад населення:
| - 80,9 % — корінних американців - 7,4 % — білих |

До двох чи більше рас належало 11,7 %. Частка іспаномовних становила 0,0 % від усіх жителів.
За віковим діапазоном населення розподілялося таким чином: 25,5 % — особи молодші 18 років, 59,6 % — особи у віці 18—64 років, 14,9 % — особи у віці 65 років та старші. Медіана віку мешканця становила 38,5 року. На 100 осіб жіночої статі у місті припадало 203,2 чоловіків; на 100 жінок у віці від 18 років та старших — 191,7 чоловіків також старших 18 років.
Середній дохід на одне домашнє господарство становив 44 476 доларів США (медіана — 36 875), а середній дохід на одну сім'ю — 59 730 доларів (медіана — 53 750). За межею бідності перебувало 21,1 % осіб, у тому числі 27,3 % дітей у віці до 18 років та 0,0 % осіб у віці 65 років та старших.
Цивільне працевлаштоване населення становило 27 осіб. Основні галузі зайнятості: публічна адміністрація — 55,6 %, освіта, охорона здоров'я та соціальна допомога — 29,6 %, будівництво — 14,8 %.